# August Maes (burgemeester)
August Petrus Gerard Irma Maes (Temse, 14 oktober 1909 - aldaar, 5 augustus 1996) was een Belgische politicus voor de CVP en burgemeester van Temse.

## Levensloop
Hij groeide op in een gezin met vier kinderen. Zijn vader, Jean Maes, was eerste medewerker en gevolmachtigde bij de scheepswerf J. Boel & Zonen. August Maes was zelfstandig handelaar in ijzerwaren. Ook was hij violist in de plaatselijke symfonieorkesten Cressendo en Edgar Tinel (vernoemd naar Edgar Tinel).
In 1946 nam hij voor de CVP, als vertegenwoordiger van de NCMV, deel aan de gemeenteraadsverkiezingen in Temse. Hij werd verkozen tot gemeenteraadslid met 680 voorkeurstemmen. Zes jaar later werd hij bij de gemeenteraadsverkiezingen van 1952 opnieuw verkozen met 1048 voorkeurstemmen. Hij werd begin 1953 eerste schepen. Na het ontslag van Albert De Ryck werd hij begin 1955 burgemeester. De volgende verkiezingen behaalde hij als lijsttrekker met zijn partij de CVP steeds de absolute meerderheid en werd hij telkens herbenoemd als burgemeester. 
Na de gemeentefusie van 1977 werd hij  de eerste burgemeester van de fusiegemeente Temse. In 1981 raakte hij in conflict met zijn partij en vooral met schepen Désiré Van Riet over de invulling van de functie van de Scheldekaaien in Temse. Hij nam niet meer deel aan de gemeenteraadsverkiezingen van 1982, maar stond mee aan de wieg van de kieslijst Gemeentebelangen, die dat jaar voor de eerste keer deelnam aan de gemeenteraadsverkiezingen.